# Little Smeaton (Hambleton)
Little Smeaton is een civil parish in het bestuurlijke gebied Hambleton, in het Engelse graafschap North Yorkshire. In 2001 telde het dorp 45 inwoners.